# Wilhelm Reerink
Wilhelm Reerink (* 12. Februar 1905 in Witten; † 15. Dezember 1999) war ein deutscher Bergbauwissenschaftler.

## Werdegang
Reerink kam als Sohn des Gerichtsdirektors Gerhard Reerink und dessen Ehefrau Anna, geb. Rath, zur Welt. Er studierte Chemie in Tübingen, Darmstadt und Karlsruhe. Seit dem Sommersemester 1924 war er Mitglied der Burschenschaft Germania Tübingen. Von 1929 an war er in mehreren wissenschaftlichen Organisationen des Steinkohlenbergbaus tätig. Ab 1937 koordinierte er alle Forschungsaktivitäten auf dem Gebiet der Kohleveredlung und der Kohleverwendung.
In den 1950er Jahren initiierte er den Ausbau der Bergbau-Forschungsanstalt in Essen-Kray. Nach ihrer Einweihung 1958 war er bis zum Eintritt in den Ruhestand 1970 ihr Geschäftsführer.

## Ehrungen
- 1973: Großes Verdienstkreuz der Bundesrepublik Deutschland[2]
- 1974: Carl-Engler-Medaille der Deutschen Wissenschaftlichen Gesellschaft für Erdöl, Erdgas und Kohle (DGMK)
„für seine außerordentlichen Verdienste im Bereich der Kokereitechnik und der Kohlechemie und als Initiator und Gründer der Bergbau-Forschungsanstalt“
- Ehrendoktor und Goldenes Doktor-Diplom der RWTH Aachen
- Carbonization Science Medal (als erster Deutscher)
- Koker-Medaille des Vereins Deutscher Kokereifachleute
- Benennung des Wilhelm-Reerink-Platzes in Essen